# Aoquan
Aoquan (kinesiska: 敖泉, 敖泉镇) är en köping i Kina. Den ligger i provinsen Hunan, i den södra delen av landet, omkring 250 kilometer söder om provinshuvudstaden Changsha. Antalet invånare är 20226. Befolkningen består av 9 750 kvinnor och 10 476 män. Barn under 15 år utgör 21,0 %, vuxna 15-64 år 68 %, och äldre över 65 år 9,0 %.
Genomsnittlig årsnederbörd är 1 843 millimeter. Den regnigaste månaden är augusti, med i genomsnitt 268 mm nederbörd, och den torraste är oktober, med 37 mm nederbörd.